# Johannes Kopf

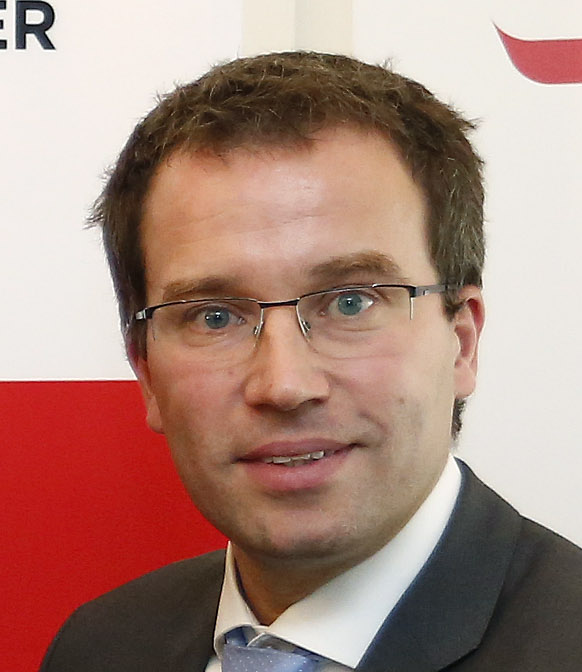
Johannes Kopf (2016)

Johannes Kopf (* 4. September 1973 in Wien) ist ein österreichischer Jurist. Er ist seit 2006 Mitglied im Vorstand des Arbeitsmarktservice Österreich (AMS).

## Leben
Johannes Kopf wuchs in einer Akademikerfamilie in Wien-Döbling auf. Seine Mutter ist Psychologin und der Vater war in der Werbebranche tätig. Er studierte Rechtswissenschaften an der Universität Wien (Dr. jur.) und absolvierte einen zweijährigen Europarecht-Postgraduate-Lehrgang an der Donau-Universität Krems (LL.M.). Zwischen 1999 und 2003 arbeitete er als Referent bei der Industriellenvereinigung mit Schwerpunkt Arbeitsmarkt- und Beschäftigungspolitik. Von 2003 bis Mitte 2006 war Kopf als Arbeitsmarktexperte und Referent im Kabinett von Wirtschafts- und Arbeitsminister Martin Bartenstein tätig und im Verwaltungsrat des AMS. Im Juni 2006 wurde er zum Vorstandsmitglied bestellt.
Im Juni 2019 wurde er als Nachfolger von Fons Leroy (Belgien, VDAB) zum Vorsitzenden des Netzwerks der europäischen Public Employment Services (PES-Netzwerk) gewählt.
Johannes Kopf unterstützt die von der Vorsitzenden der Alterssicherungskommission Christine Mayrhuber vorgeschlagene Anhebung des Pensionsantrittsalters.

## Privat
Johannes Kopf tritt gelegentlich als DJ Labour MC in der bekannten Wiener Diskothek U4 auf. Am 1. Mai 2024 veröffentlichte er mit „Mehr vom Leben!“ seinen ersten Song.

## Publikationen (Auswahl)
- Andreas Khol, Günther Ofner, Stefan Karner, Dietmar Halper (Hrsg.): Österreichisches Jahrbuch für Politik 2016. Böhlau, Wien / Köln / Weimar 2017, ISBN 978-3-205-20435-0, Die Arbeit der Zukunft, S. 465–477 (eingeschränkte Vorschau in der Google-Buchsuche).
- Klaus Poier und Franz Prettenthaler (Hg.): Gerechte Arbeitswelt – Globalisierung, Flexibilisierung, Armutsbekämpfung?. Leykam, Graz 2007, ISBN 978-3-7011-0102-3, Herausforderung Arbeitslosigkeit, S. 177–182
- Beatrix Karl (Hg.): Sozialversicherungsrecht. Jahrbuch 2008. NWV Verlag, Wien 2008, ISBN 978-3-7083-0530-1, Die Arbeitslosenversicherung – Weiterentwicklung und Judikatur, S. 117–128